# دیوید وون
دیوید وون (انگلیسی: David Vaughan؛ زادهٔ ۱۸ فوریهٔ ۱۹۸۳) یک بازیکن فوتبال اهل ولز است.
از باشگاه‌هایی که در آن بازی کرده‌است می‌توان به بلکپول، ناتینگهام فارست، و کرو آلکساندرا
، باشگاه فوتبال رئال سوسیداد و ساندرلند اشاره کرد.